# اچ‌ام‌اس کاملیا (کی۳۱)
اچ‌ام‌اس کاملیا (کی۳۱) (به انگلیسی: HMS Camellia (K31)) یک کشتی بود. این کشتی در سال ۱۹۴۰ ساخته شد.